# Us et coutumes à la cour de Versailles

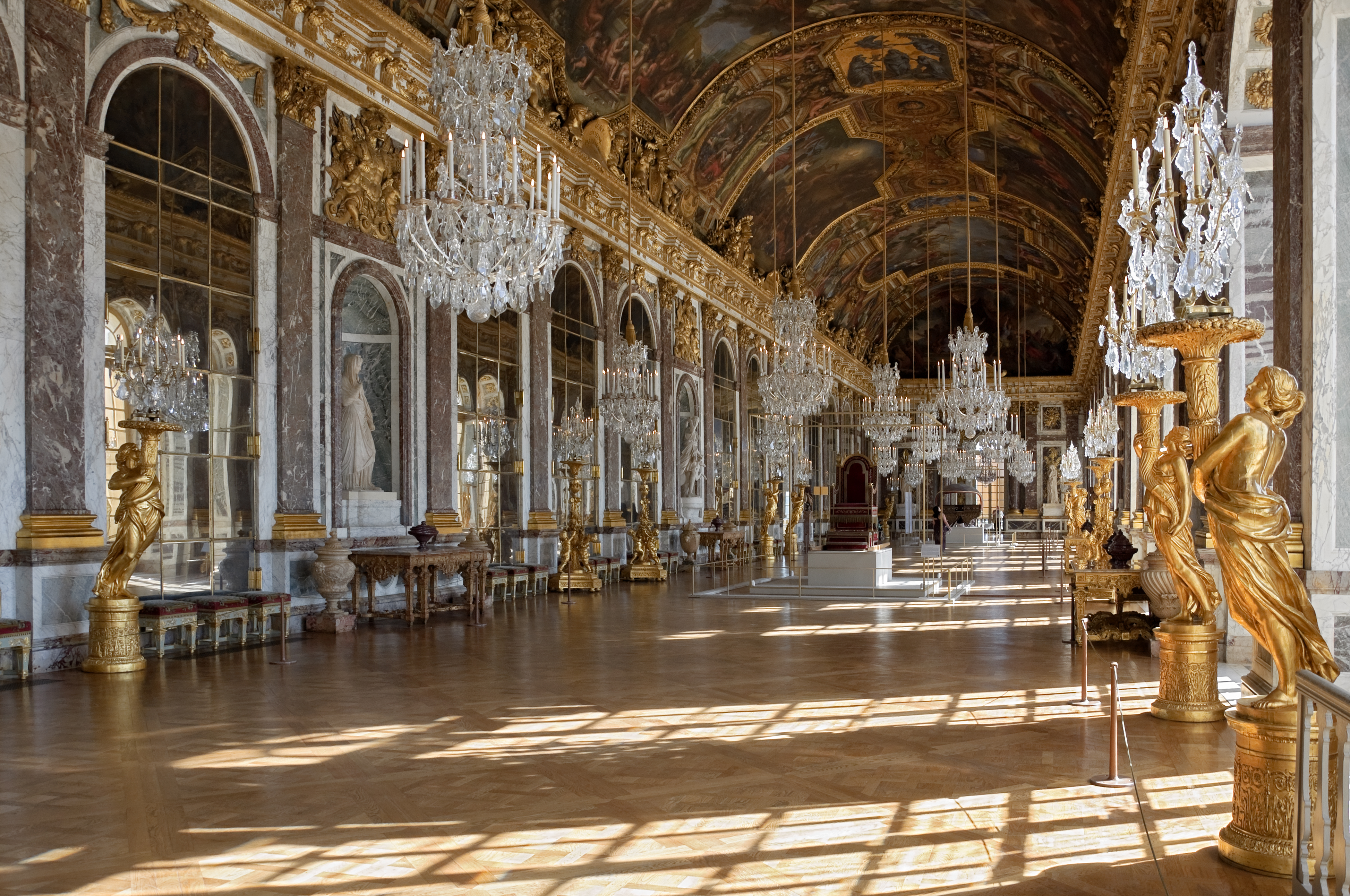
Galerie des Glaces du château de Versailles.

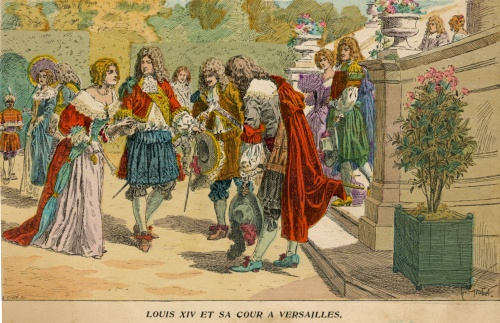
Louis XIV et sa cour à Versailles (1686).

Les us et coutumes à la cour de Versailles sont un ensemble de pratiques et traditions réglementées par l'étiquette en vigueur à la cour royale du château de Versailles sous les règnes des rois de France Louis XIV, Louis XV et Louis XVI. Ces us et coutumes étaient empreints de protocole et de rituels complexes qui ont façonné la vie quotidienne des courtisans et étaient essentiels pour gagner en prestige et en faveur auprès du roi.

## Journée du roi Louis XIV
La journée était organisée de façon tellement routinière que Saint-Simon écrivit : « Avec un almanach et une montre, on pouvait à trois cents lieues d’ici dire ce qu’il faisait » .

### Petit lever
- 8 h : Heure du petit lever, le premier valet, qui a passé la nuit au pied du baldaquin du roi sur un lit d'appoint, s’approche de celui-ci et murmure : « Sire voilà l’heure ». Suivaient les premiers chirurgiens qui examinaient le roi. Entrait le premier gentilhomme de la chambre du Roi. Il ouvrait le rideau du lit. Six personnes, les garçons de chambre, étaient déjà entrées dans la pièce.
- 8 h 15 : C'est l’« entrée familière » par les arrières des membres de la famille royale (collatéraux mais pas les cousins[1]), des princes du sang, le premier médecin, le premier chirurgien, le premier valet de chambre. Ensuite ce sont les « grandes entrées », les officiers de la Couronne, le grand chambellan, le grand-maître de la garde-robe, le premier valet de garde-robe et quelques seigneurs que le roi veut honorer. Les trois autres gentilshommes de la chambre et les trois premiers valets  pouvaient participer également. Ils étaient alors au minimum 22 personnes dans la pièce. Le premier valet de chambre déposait quelques gouttes d’esprit de vin sur les mains du roi. Le grand chambellan présentait le bénitier. Louis XIV se signait. Tous les assistants se dirigeaient vers le cabinet des conseils. Un aumônier les attendait. L’office durait un quart d’heure ; le roi le suivait de son lit. On introduisait ensuite le barbier et le valet du cabinet des perruques. Le roi en choisissait une et sortait du lit, chaussait ses mules, enfilait sa robe de chambre, s’asseyait sur un fauteuil. Le grand chambellan lui ôtait son bonnet de nuit. Le premier barbier commençait à le peigner. On ne rasait le monarque qu'une fois habillé, et ce tous les deux jours. Le petit lever est terminé.

### Grand lever
- 8 h 30 : Petite Entrée du médecin et du chirurgien ordinaire, l’intendant et le contrôleur de l’argenterie, le premier valet de la garde-robe, puis « entrée d'affaires » des gentilshommes titulaires de « brevet d’affaires ». Le roi s'installait sur sa « chaise d'affaire », le barbier achevait de le peigner et de lui ajuster sa perruque du lever, moins haute que celle de la journée.
- C'est alors l'« entrée de la chambre » : le grand aumônier escorté des aumôniers de service trimestriel, les ministres, les conseillers d'État, les maréchaux de France, le grand veneur, le grand louvetier, le grand maître des cérémonies. Le roi en profite pour retirer sa robe de chambre, le maître et le premier valet de la garde-robe lui ôtent sa chemise de nuit, l'un par la manche droite, l'autre par la manche gauche. Puis ils lui passent une nouvelle chemise qui a été apportée par un fils de France ou le grand chambellan. Le roi se lève alors de son fauteuil, pour se reposer et on l'aide à ajuster son haut de chausse ; le grand-maître de la garde-robe ceint l'épée au roi, lui passe le reste des vêtements : la veste, le justaucorps et la cravate.
- Entrent les « gens de qualité », chacun donne son nom à l’huissier. Il y avait désormais au moins 50 personnes dans la pièce.

Après le Roi-Soleil (Louis XIV), sous les règnes de Louis XV et Louis XVI, les souverains ne dormaient plus dans la « Chambre du Roi » qui devint alors une "chambre d'apparat", préférant se réfugier dans leurs appartements privés ou dans les résidences royales des environs, et obligeant ces derniers à se déplacer pour se plier à ce cérémonial du « Grand lever » (ainsi que celui du « Grand coucher ») qui se fit ainsi plus rare.

### Déjeuner
- 9 h : le roi prenait le déjeuner : deux tasses de tisane ou de bouillon. On lui tendait trois mouchoirs, il en prenait deux. L’horloger remontait sa montre, il s’agenouillait sur le prie-dieu et faisait ses prières. Enfin, il changeait de perruque et passait dans son cabinet de travail.

### Occupation de la journée

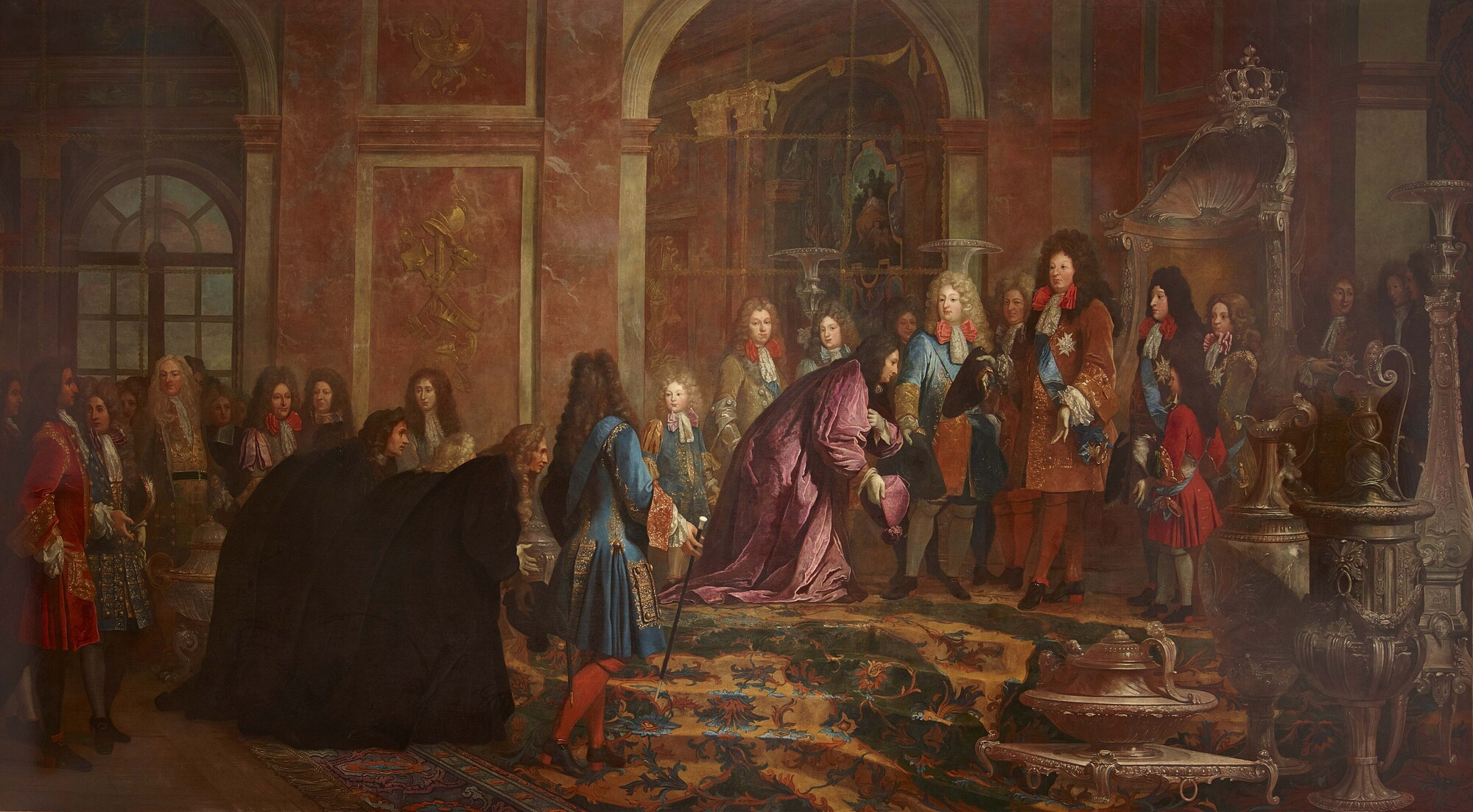
Dans la galerie des glaces, en 1685.

- 9 h 30 : Rendez-vous avec les ministres dans le Cabinet du Conseil où les ordres seront donnés pour la journée.
- 10 h : Messe. Au retour de celle-ci, le roi s’enquérait des placets. Ce sont des requêtes écrites, qu’au début de son règne Louis XIV lisait personnellement. Tout le monde pouvait en formuler.
- 11 h : Le roi tient son conseil :
 - Les lundis et mercredis : Conseil d’État, ou « Conseil d’en Haut ».
 - Les jeudis : audience des jardiniers et de l'artisanat et beaux-arts.
 - Les vendredis : confession. On vit là un siècle de grande dévotion. Le roi, sous l'influence de Madame de Maintenon, devint très dévot. Tous ses confesseurs furent jésuites (l'un des plus connus restera le Père Lachaise). Le confesseur parti, il lui arrivait de convoquer ses musiciens.
 - Les samedis : Conseil des Finances.
 - Les dimanches : le plus important, on y débattait des questions les plus graves de la France.
- 13 h : Dîner au « Petit Couvert » (voir l'article étiquette de la cour royale) où seul son frère peut s'assoir.
- 14 h : Retour au cabinet pour se changer. Puis chasse ou promenade. Le roi sortait tous les jours. Il ne chassait plus à cheval depuis qu’il s’était cassé le bras en 1684, mais conduisait habilement une voiture découverte. Le roi adorait ses jardins. Il écrivit un guide pour mieux les visiter. Dans la promenade, Le Nôtre ou Mansart l'accompagnait, à qui il posait de nombreuses questions. Ou bien il accompagnait les dames à Trianon ou à Marly.
- 17 h : Retour. Changement de vêtement et « salut » dans la chapelle.
- 19 h : Appartements. C’est le nom des réjouissances qui avaient lieu dans le Grand Appartement. On y jouait aux cartes, au billard, on y dansait également.
- 22 h : Souper au « Grand Couvert » où étaient conviés les membres de la famille royale.
- 23 h : Coucher. Même cérémonial qu’au lever (en version abrégée cependant), agrémenté de la cérémonie du bougeoir où jour après jour changeait l’heureux bénéficiaire qui avait l’honneur de tenir le bougeoir du roi (voir l'article Étiquette à la cour de France).

## Soirées d’appartement
Les soirées d'appartement se tenaient plusieurs soirs par semaine de 19 à 22 heures, et pas forcément uniquement les lundis, mercredis et jeudis soir comme il est couramment entendu. Le jeu tenait une place importante à la cour. L’hiver, il constituait l’une des principales activités à côté de la conversation. Une distinction fut établie entre les jeux de hasard (basette, lansquenet, joc, trou-madame…), en principe bannis, et les jeux de commerce (piquet, trictrac, whist…), faisant appel à l’intelligence du joueur. Les jeux en vogue évoluèrent au long des règnes :
- le joc vers 1675,
- le lansquenet en 1695,
- le brelan,
- Marie Leszczyńska prisait fort le cavagnole.

Des pièces furent spécialement aménagées :
- le cabinet du Billard, installé dans le salon de Diane par Louis XIV,
- le salon de Mercure, réservé au jeu de la famille royale,
- le salon des jeux, réalisé dès 1774 par Louis XVI.

Grand amateur de billard (son médecin le lui avait prescrit pour faciliter sa digestion), Louis XIV y avait ses partenaires attitrés (dont son ministre Michel Chamillart) ; un jour qu’un de ses coups parut contestable, le roi se tourna vers le duc de Gramont et lui demanda ce qu’il en pensait :[réf. nécessaire]

- « Inutile, Sire, Votre Majesté a perdu »
- « Comment pouvez-vous décider contre moi avant de savoir ? »
- « Hé ! Sire, ne voyez-vous pas que, pour peu que la chose ait été seulement douteuse, tous ces messieurs se seraient hâtés de vous donner gain de cause ! »

Ailleurs, on jouait aux cartes avec mises, ce qui permettait au roi de tenir la noblesse sous sa coupe en les renflouant s’ils perdaient et d’en faire ses obligés. Certains hurlaient, d'autres blasphémaient et frappaient la table du poing, que toute la salle en retentissait. Certains joueurs, comme le marquis de Dangeau, passaient pour avoir amassé une partie de leur fortune par le jeu[réf. souhaitée].
Au temps de Louis XIV, les bals avaient ordinairement lieu lors des soirées d’appartement.

## Brevet d'affaires
Les détenteurs d'un brevet d'affaires se voyaient octroyer le droit de voir Louis XIV sur sa « chaise d'affaires ». En d'autres termes, ils payaient 60 000 écus voire 100 000 pour rencontrer le roi sur sa chaise percée occupé à se soulager. Le roi se mettait en cette situation plus par cérémonie que par nécessité. Il semble que cet usage symbolisait l'accessibilité au Roi par tous. Le porte-chaise d'affaires avait acquis sa place 20 000 livres pour laquelle lui succédera son fils. Son salaire s'élevait à 600 livres, ni nourri, ni blanchi. Son rôle consistait à dissimuler les selles royales. Pas moins de 200 chaises d'affaires se répartissaient dans le château. À cette époque, on prêtait de l'importance à connaître l'état des selles, les médecins croyaient que les humeurs trahissaient l'état intérieur. L'expression « Comment allez-vous ? » signifiait initialement « Comment allez-vous à selle ? », ce qui était donc une façon de s'enquérir de la bonne santé de son interlocuteur.[réf. nécessaire]
Sous Louis XV, les mœurs changèrent et le roi s'enfermait dans son « cabinet d'affaires ».

## Hygiène

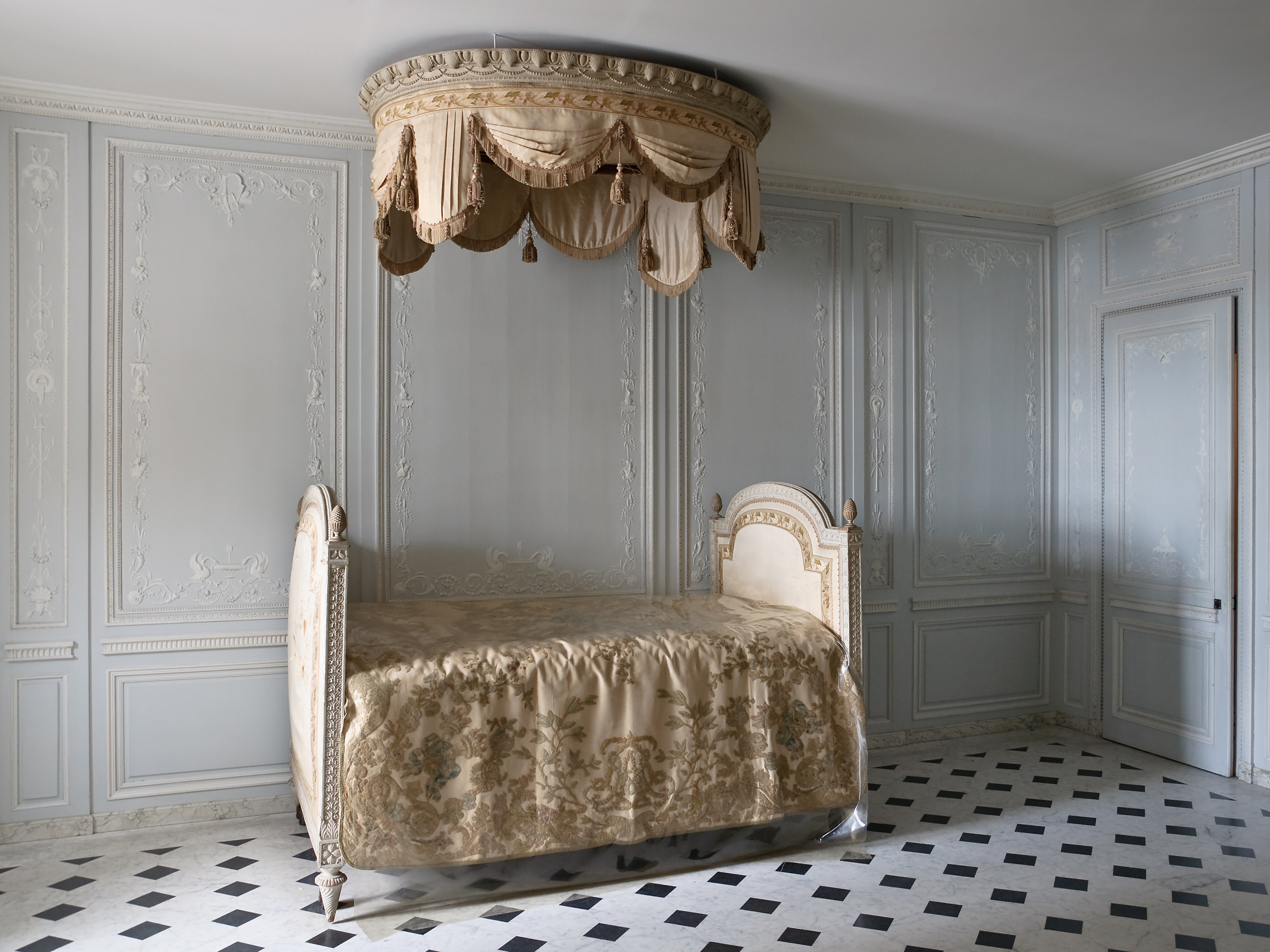
Salle de bains de Marie-Antoinette.

Au XVIIe siècle les courtisans ne bénéficiaient pas de commodités fixes comparables à celles d'aujourd'hui.
De nombreuses mauvaises odeurs envahissaient par ailleurs le château :
- les chevaux qui avaient galopé ainsi que la transpiration de leurs cavaliers.
- les chèvres ou vaches que l'on amenait jusqu'aux appartements des princesses pour le lait.
- les courtisans entassés qui se méfiaient de l'eau chaude que la Faculté considérait comme agent propagateur de maladies.

Pour masquer ces odeurs fortes, on parfumait la crasse de patchouli, de musc, de civette, de tubéreuse, etc. La diffusion des parfums se faisait par :
- des soufflets
- des pastilles à brûler.
- des cassolettes contenant de l'eau de mille fleurs.
- les gants parfumés que l'on se procurait chez le gantier parfumeur.

Les demoiselles masquaient leur mauvaise haleine avec des plantes aromatiques telles que cannelle, clou de girofle, fenouil, menthe, marjolaine, thym, pouliot, fleur de lavande ou mélilot. Madame de Sévigné décrivit la toilette de la duchesse de Bourbon qui se frisait et se poudrait elle-même tout en mangeant : «…les mêmes doigts tiennent alternativement la houppe et le pain au pot, elle mange sa poudre et graisse ses cheveux ; le tout ensemble fait un fort bon déjeuner et une charmante coiffure… ». Les poudres se dissimulaient dans les coffres à vêtement ou sur soi dans des sachets.
Un appartement de bain fut installé par Louis XIV en 1675 au rez-de-chaussée du château. À la fin de sa vie, le roi, surnommé le « doux fleurant », se parfumait à la fleur d'oranger et il fallait prendre garde en s'approchant de lui, à ne pas lui chagriner les narines avec un parfum qu'il ne supportait plus.
Selon les guides et conférenciers de Versailles, le roi se lavait tous les jours, l'après-midi en rentrant de chasse. Les salles de bains comportaient deux baignoires : l'une pour se savonner, l'autre pour se rincer. Le roi recevait pendant ses bains. Les cuves étaient en cuivre, tapissées de linge pour ne pas irriter la peau. Deux robinets pour l'eau chaude et froide étaient reliés à un énorme réservoir alimenté par des valets (appelés « baigneurs-étuvistes ») tous les jours. Au temps de Louis XIV, l'eau avait mauvaise réputation (il préférait pour son hygiène se frotter le corps avec un linge sec ou imbibé de vinaigre ou d'alcool, en toile - d'où le terme de toilette - tandis que Louis XV se faisait frotter avec un pain de Marseille), mais le château comptait de multiples salles de bain ; Louis XV en fit démolir plus de la moitié pour agrandir la chambre de sa fille. L'eau est extrêmement chaude, on se repose des « fatigues du bain » dans une autre pièce, la « chambre des bains » dans laquelle le roi se faisait masser et épiler. Les cheveux ne doivent pas être mouillés ; ils sont frisés au fer, coiffés pour être dégraissés. Il arrive que le temps manque pour la coiffure, alors on met la perruque. Les hommes se baignent nus, les femmes ont une chemise spéciale.
Les femmes aussi reçoivent pendant leur bain par leurs femmes de chambre, les « baigneuses » qui préparent le « bain de modestie » (sachets de poudre d'amande, d'écorces d'orange, de racines d'iris parfumant le bain et assouplissant la peau), la baignoire en cuivre de Marie-Antoinette étant par exemple garnie de trois coussins remplis de plantes, l'un pour s'asseoir, les deux autres pour se frictionner. Elles le prennent le matin, le cérémonial de la toilette peut durer quatre heures pour la reine. C'est l'occasion de prendre des leçons de langue, de faire venir un professeur. Le bain n'est pas un moment de détente complète. Le petit déjeuner n'existe pas alors, les gens ont coutume de prendre une tasse de liquide chaud durant le bain. Marie-Antoinette prenait un thé au citron. Les femmes ne se mouillent jamais les cheveux elles non plus, elles les font peigner parfois pendant des heures pour les dégraisser. Pendant le bain, elles les attachent avec une toile plus ou moins volumineuse appelée charlotte. Les salles de bains sont des petites pièces étroites, des cabinets dont la porte est discrète dans les murs de la chambre.
Les vertus de l'eau étaient beaucoup moins reconnues au XVIe et au XVIIe siècle qu'au temps de Louis XVI. L'eau était soi-disant porteuse de maladie ; certains courtisans ne devaient pas avoir accès tous les jours à une salle de bains. Ainsi les gens pratiquaient la toilette sèche ; on changeait de vêtement six à huit fois par jour.

## Mode

### Mode masculine sous Louis XIV
Au début du règne, la mode masculine, encouragée par Louis XIV, changeait souvent, plus fréquemment que la mode féminine. On portait des rubans, jusqu’à 300 aunes et aussi des bijoux. Le roi dansait fardé de rouge et de rose. Les hommes l'imitaient en se mettant de petits bouts de taffetas découpés en comètes, en étoiles ou en lunes.
La gent masculine portait également de fausses hanches, de faux mollets avec les bas, des attelles pour rectifier les épaules tombantes, mais elle portait aussi des chaussures à talons hauts pour éviter de se salir en marchant dans les rues boueuses des villes.
Justaucorps à brevet
Il s'agissait d'un vêtement long et couvrant, brodé d’or et d’argent. Au temps où Mademoiselle de La Vallière était l'une des favorites du roi, de 1661 à 1667, Louis XIV en distribua à ceux qui l'avaient accompagné de Saint-Germain à Versailles. C’est un honneur que d’en porter un ; un honneur qui ne donne droit à rien.
Perruques
Louis XIV avait de très beaux cheveux, mais à partir de 20 ans (à la suite de la typhoïde qui lui fit perdre ses cheveux), il dut se résoudre à porter la perruque.  Néanmoins, il refusait qu’on les lui coupât entièrement. Des fenêtres pratiquées dans la perruque permettaient de mêler les vrais aux faux cheveux sans qu’il n’y parût. Monsieur Binet, le perruquier du Roi, demeurait rue des Petits-Champs à Paris (actuellement dans le 2e arrondissement). Il en créa de si extravagantes que naquit l’expression « avoir une drôle de binette ». Les perruquiers avaient alors des escouades de coupeurs de cheveux qui sillonnaient les provinces pour en acheter, ou même pour raser les morts. Les plus estimés venaient du Nord. « Je prélèverais toutes les têtes du royaume pour parer celle de Sa Majesté » disait Binet.
Talons rouges
En 1662, Philippe d'Orléans, Monsieur frère du roi, revenant du Carnaval au marché des Innocents à Paris crée involontairement une nouvelle mode à la Cour. Ses talons étaient devenus rouges, car c'est à ce marché qu'avait lieu la grande boucherie de Paris, un lieu d'abattage et d’équarrissage des bovins pour les bouchers parisiens. Ses souliers maculés de sang lancèrent une mode dès les jours suivants pour les nobles de la Cour qui adoptent des talons rouges pour leurs chaussures. Sur son célèbre tableau en sacre de 1701, Louis XIV est lui aussi vétu de souliers avec des talons de cette couleur vive.

### Mode féminine
Pendant longtemps, les femmes furent habillées par des tailleurs masculins, mais les couturières finirent par se faire reconnaître. Les plus connues furent Madame Villeneuve et Madame Charpentier[réf. nécessaire].
La mode féminine quant à elle, était bien souvent dictée par les maîtresses royales. Les dames dépensaient alors sans compter pour leurs toilettes et affichaient leurs richesses sur la garniture de leurs jupes faites de brocarts d’or, damas, satin, velours, le tout surchargé de dentelles, passementeries, de prétintailles (découpes d'étoffes qui servaient d'ornement sur les vêtements féminins). Les falbalas (bandes d'étoffe froncées en largeur garnissant les toilettes féminines) firent leur apparition vers 1676 et les déshabillés, au sens de toilettes simples, non habillées, vers 1672. 
Les pièces principales de la toilette féminine se composaient de robes ou jupes accompagnées de corsets (appelés « grand corps »), une quantité impressionnante de tissus, de bout d'étoffes, de dentelles que l'on fixait dans la journée avec des épingles. La jupe de dessus était large et laissait entrevoir d'autres jupes plus étroites que l'on portait en dessous. La première portait le nom de « modeste », la seconde était la « friponne » et la dernière se nommait la « secrète ». Les deux jupes de-dessous étaient faites de tabis (sorte de moire de soie) ou de taffetas, celle du dessus par contre, était faite de velours, satins, soieries et autres moires. Cette dernière jupe était relevée légèrement sur le côté pour ainsi découvrir la seconde et se prolongeait par une traîne que l’on appelait « manteau » ou « queue ». Cette traîne déterminait, selon sa longueur, le rang d’une femme. Ainsi, une duchesse avait une queue de cinq aunes, une princesse de sang de six, une petite-fille de roi de sept, une fille de France de neuf et le maximum était pour la reine qui voyait sa robe se pourvoir d'une traîne de onze aunes.
Le corset était une espèce de gaine, emboîtant la poitrine depuis le dessous des seins jusqu’à la dernière côte, s’arrêtant en pointe sur le ventre et fort serré à la taille. Il donnait un maintien extrêmement noble aux femmes, mais provoquait des accidents lorsqu'on le serrait trop. Il se voulait tantôt souple, tantôt rigide. Le décolleté, quant à lui, se voulait généreux, laissant entrevoir la naissance des seins, la forme ovale appartient au « grand habit », porté pour les cérémonies de lever par exemple, tandis que la forme carrée appartient à la « robe à la française », plus fantaisiste. Les manches étaient courtes et échancrées, parfois garnies de dentelles, appelées « petits bonshommes ». Le soir, les robes se paraient de satins et autres brocards. Le corps décolleté était serré à l'extrême pour rendre la taille très fine. D'où les malaises et évanouissements répétés des femmes de la cour. On put distinguer dans les années 1630 plus de cinquante nuances pour les bas de ces dames. Des couleurs aux noms extravagants telles que : « ventre de biche », « veuve réjouie », « trépassé revenu » et autre « baise-moi ma mignonne »… 
Le XVIIe siècle se vit dépourvu de sous-vêtements.
Le caleçon que Catherine de Médicis avait réussi à implanter au sein de sa cour fut vite délaissé, ne prenant quelque importance que lors de promenades à cheval. Une femme de qualité se contentait d'un jupon ou d’une chemise de toile fine, ornée de dentelle d’Alençon, seules les courtisanes portent des dessous plus variés. Avant et après Catherine de Medicis, la femme de grande comme de petite condition se trouva entièrement nue sous ses vêtements, et il fallut attendre trois siècles après le caleçon pour voir apparaître la petite culotte. 
On vit les maîtresses de Louis XIV inventer la mode. Ainsi, Madame de Montespan lancera la robe pour femme enceinte. Une robe longue et sans ceinture que l'on appelait « l'innocente ». Les coiffures quant à elles, fort sages vers 1660 avec la frisure à la « Sévigné », devenaient de véritables œuvres d'art, allant au gré des tendances. La mode de « la frisure à la Sévigné » fut supplantée par l'« Hurluberlu », puis ce fut le tour de la coiffure « à la Fontanges ». La « Sévigné » consistait à se faire des boucles à l'anglaise et des frisures sur le front. L'« Hurluberlu » par contre exigeait un grand sacrifice de la part des galantes de l’époque, puisqu’il fallait couper les cheveux de chaque côté du visage et d'étages en étages dont on faisait de grosses boucles rondes. La coiffure terminée, on s’enveloppait la tête avec une pièce de crêpe ou de taffetas que l’on surnommait la coiffe. Cette coiffe se devait d’être assortie au reste de la toilette, ou bien être noire. Dans ce cas, elle se nommait « les ténèbres ». Par-dessus la coiffe, on posait deux cornettes, l’une faite de gaze et l’autre de soie (Les « barbes pendantes » sont deux tissus qui descendent du sommet de la coiffe, traditionnelle chez les femmes mariées).
Cette mode fut radicalement éclipsée en 1680 avec l'arrivée de la coiffure à la "Fontanges". Mademoiselle de Fontanges, alors maîtresse de Louis XIV, galopant avec le souverain lors d'une partie de chasse, se prit les cheveux dans une branche d'arbre. D'un geste rapide, elle rattacha sa chevelure en la relevant sur le sommet de sa tête. Le roi, ébloui par cette vision, lui demanda de ne pas en changer. Le lendemain, la Fontanges était sur toutes les têtes. Une mode qui devait survivre plus de vingt ans après la mort de la jeune duchesse. Elle subit toutefois quelques modifications en prenant des tournures extravagantes, se bardant de fils de fer et prenant des hauteurs tellement démesurées que les armatures devaient être fixées par des serruriers. Par-dessus ces montagnes de cheveux, on plaçait la coiffe et les deux cornettes, bordées de dentelles plissées, soit à la Jardinière, soit à la Marly. On pouvait alors distinguer sur les têtes de ces femmes des coiffures portant des noms aussi extravagants que leurs échafaudages tels que : le dixième ciel, la souris, le mousquetaire ou encore le firmament… Sous Madame de Maintenon, la simplicité et l’austérité furent de rigueur. 
Les coiffures redevinrent de simples chignons et étaient recouverts de mantilles. Les tailles s’alourdirent sous de grandes jupes à falbalas et les corsages furent moins ouverts, recouverts d'un petit nœud que l'on nommait « tâtez-y ». Une quantité d’accessoires devenaient indispensables tels que les mouches. Selon un code bien précis, et l’humeur de la courtisane, une multitude de mouches aux messages significatifs étaient à sa disposition. Le magasin À la perle des mouches se situant rue Saint-Denis à Paris, offrait une grande collection de ces ornements, on y trouvait « la passionnée » qui se posait près de l’œil, « la baiseuse » au coin de la bouche, « la coquette » sur la lèvre, « la galante » sur la joue, « l’effrontée » sur le nez, ou encore « l’enjouée » sur une pommette, « la discrète » sur le menton, « l’assassine » sous l’œil, « la tendre » sur le lobe de l’oreille, et pour terminer, « la majestueuse » sur le front. 
Parmi les autres éléments indispensables, il y avait les gants, d'Espagne de préférence. Ces derniers se devaient d’être fendus sur la main, ornés de dentelle d’or et délicatement parfumés, et devaient avoir été fabriqués dans les trois royaumes : la peau en Espagne, la taille en France et les coutures en Angleterre. 
Les écharpes de taffetas garnie de dentelles protégeaient de la pluie. Les manchons eux se portaient par temps froid. On en trouvait en satin, en peluche ou, plus souvent en fourrure. Rue Dauphine à Paris, se trouvait la Boutique du grand monarque. C’est là que les grandes dames de la cour se fournissaient en petits manchons en fourrure de chat, de chien gris, de castor, de loutre, voire de léopard. Le summum de la mode était de tenir caché un petit chien qui devait passer son museau sur le côté du manchon… 
Les éventails protégeaient de la chaleur, mais on ne les ouvrait pas en présence du souverain. Différentes modes furent lancées. On vit des éventails « à la siamoise » représentant des figures de magots (figures grotesques) et peints sur fond or. Sous Louis XV, certains éventails prirent le nom de « lorgnette », ils étaient entièrement décorés de chinoiseries arborant de jolies pagodes. Pour terminer, une femme de qualité ne sortait jamais sans son masque de velours.
Enfin, robes, manches, etc., tous les composants du vêtement sont démontables, amovibles. On change la composition d'une robe très souvent dans la journée, les bijoux deviennent boucle de souliers, puis broches… Les dentelles sont si coûteuses qu'elles font partie de l'héritage d'une femme, on les porte avec soin. Elles sont blanches au début, puis la couleur crème s'installe dans la mode. Certaines robes ne peuvent être portées qu'une fois, alors on « recycle » le tissu en meuble, ou en manche. La mode de Louis XIV à Louis XVI, voit le jupon, le « panier », s'élargir de plus en plus sur les côtés et s'aplatir sur le devant.

#### Maquillage
Le visage était recouvert de blanc. On pensait que les produits blancs donnaient une peau blanche. Le blanc évoquait la virginité et donnait l'illusion d'un visage pur, exempt de toute tache, de toute cicatrice, et dissimulait les rougeurs, les couperoses et les dermatoses provoquées par la nourriture très épicée et par les vins capiteux. La blancheur du teint était également un signe d'oisiveté et donc de richesse. Les dames se mettaient aussi parfois une quantité impressionnante de mouches (petites rondelles de taffetas noir disposées sur le visage et destinées entre autres à cacher les impuretés tels que les boutons, les petites rougeurs, les grains de beauté…), toujours pour faire ressortir la blancheur de leur teint. Les précieuses se blanchissaient et évitaient, lors des promenades, le bronzage en portant un masque qu'elles maintenaient par un bouton entre les dents, ce qui évitait la conversation.
Une couleur marque l'apogée de cette illusion : le rouge. Le rouge était la marque du pouvoir aristocratique. Quand une femme voulait séduire, elle ajoutait du rouge sur les joues. Dès 1673, toutes en portaient.
Sous Louis XIV, le fard devint le symbole de l'amour, de l'émancipation, mais aussi de l'adultère, de l'impudeur. 
Les femmes se fardent à l'extrême, surchargées de blanc et de rouge. Toutes les gammes de rouge explosent agressivement. Les cosmétiques de l'époque se composent de céruse, du sublimé, du rouge d’Espagne, du vinaigre distillé ou de l’eau de fleur.
La céruse est de l'oxyde de plomb (produit extrêmement toxique) que l'on poudrait sur le visage, le cou, parfois les bras et la naissance de la gorge. Au début du XVIIIe siècle, les précieuses fabriquaient elles-mêmes leurs fards.

## Personnalités connues à la cour de Versailles

Louis XIV
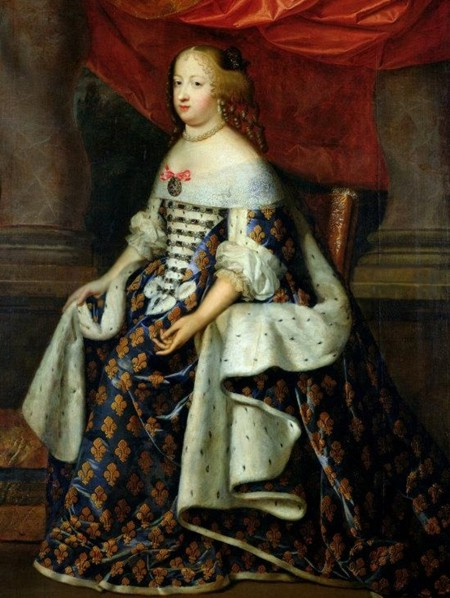
Marie-Thérèse d'Autriche
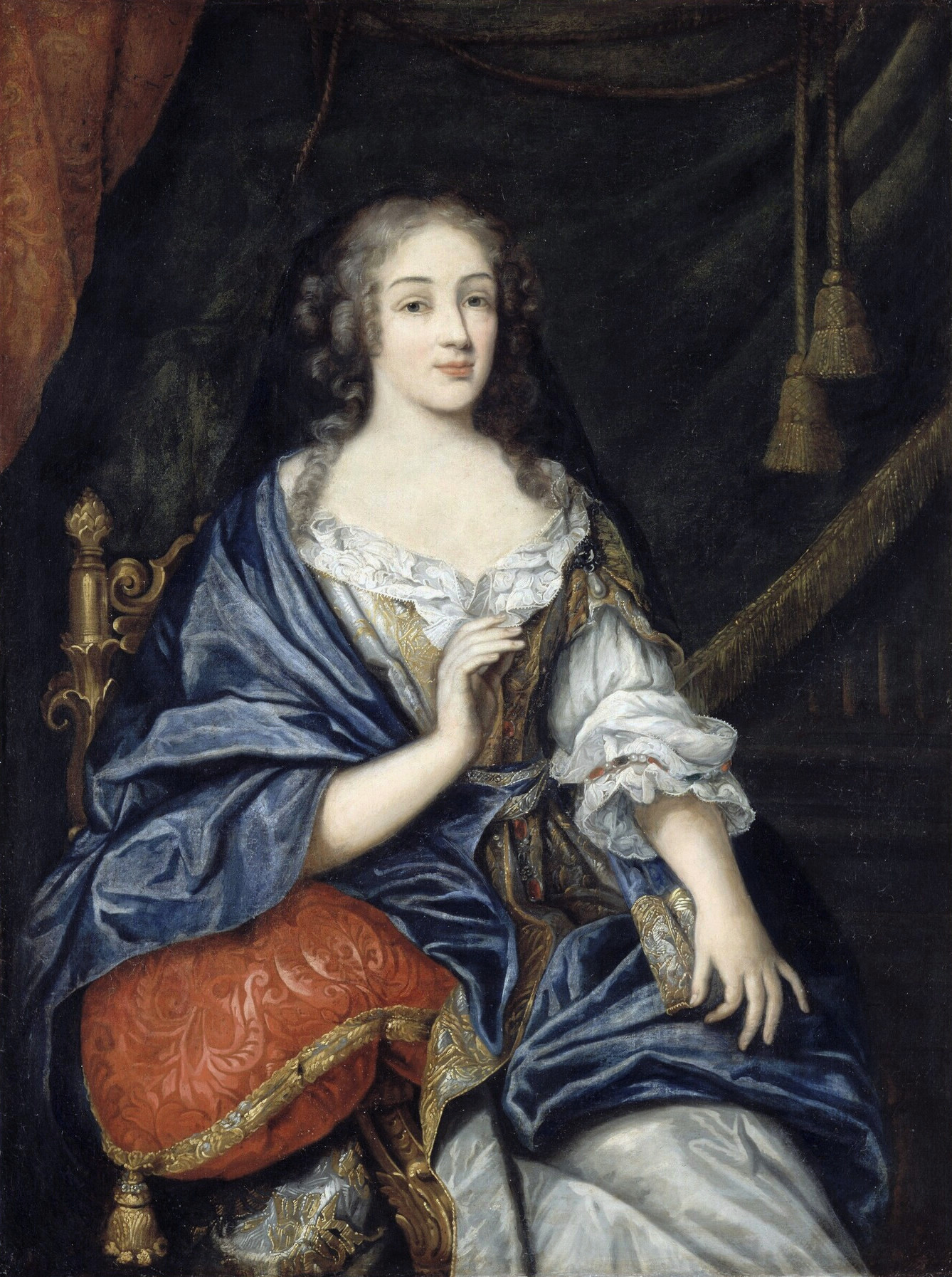
Mademoiselle  de la Vallière
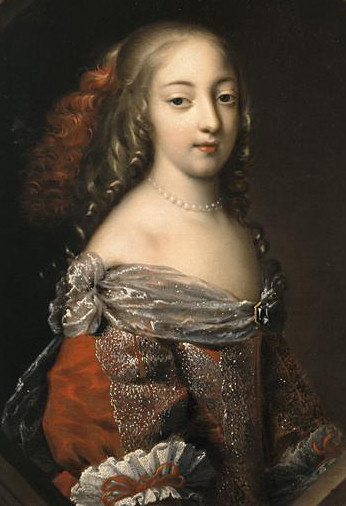
Madame de Montespan
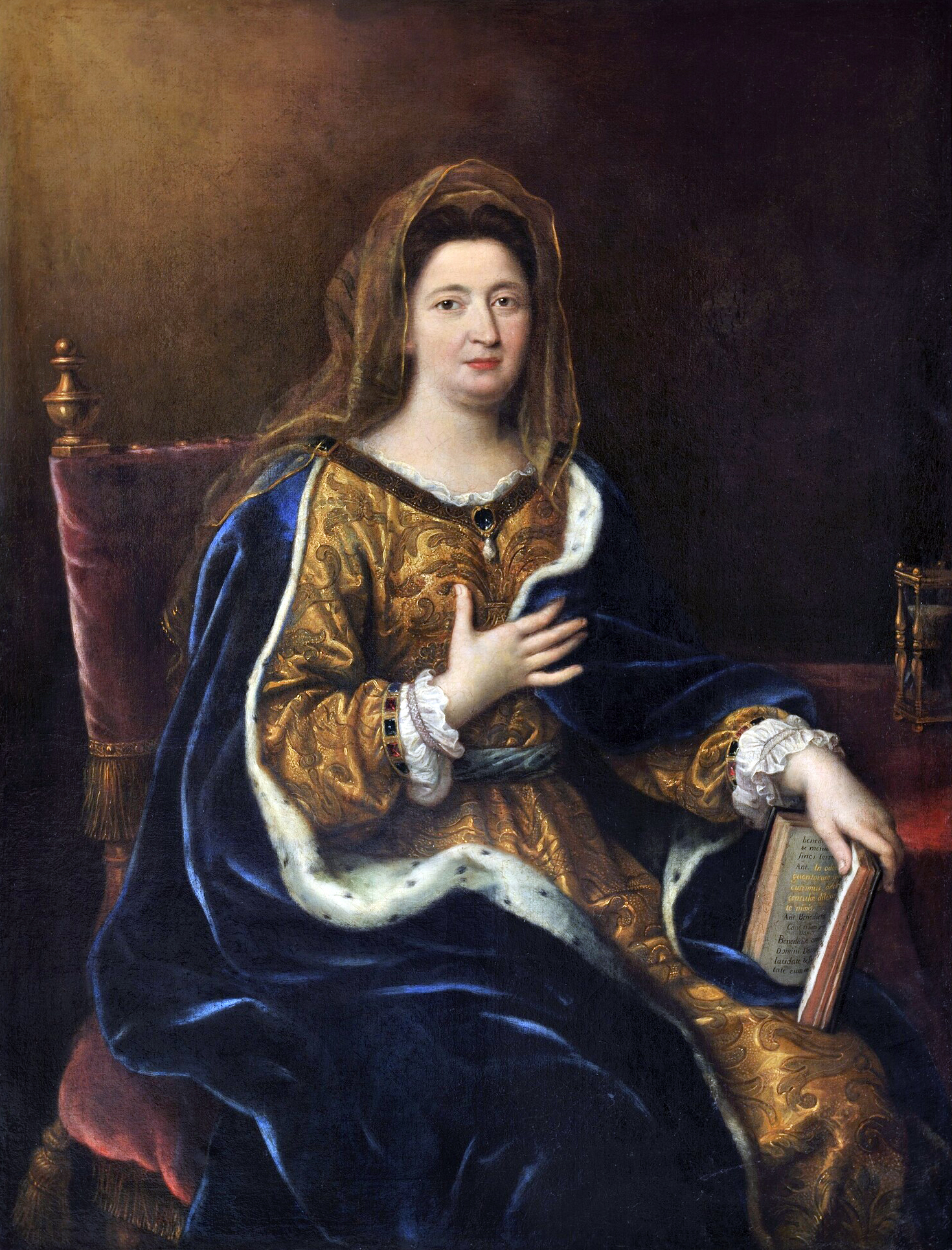
Madame de Maintenon
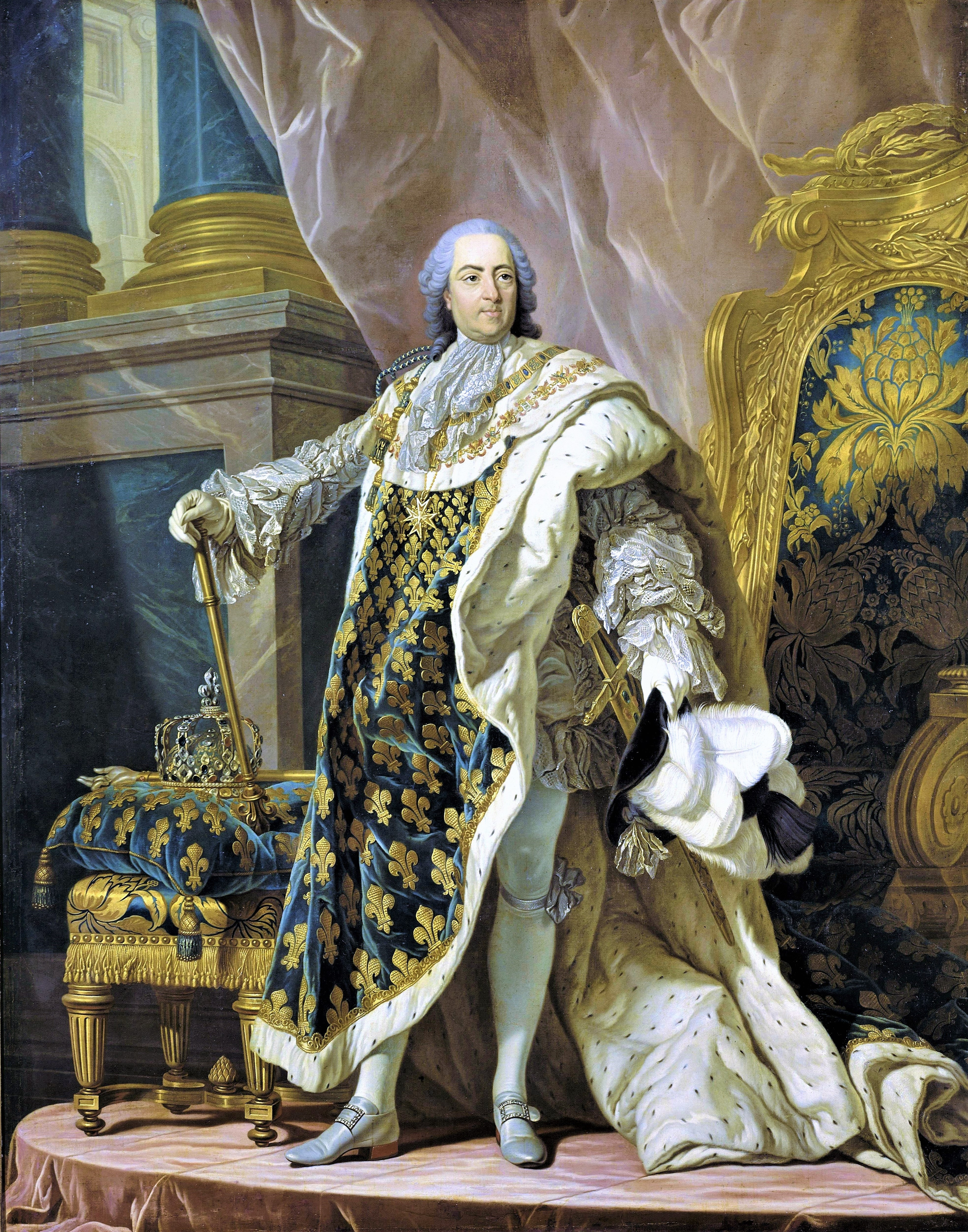
Louis XV
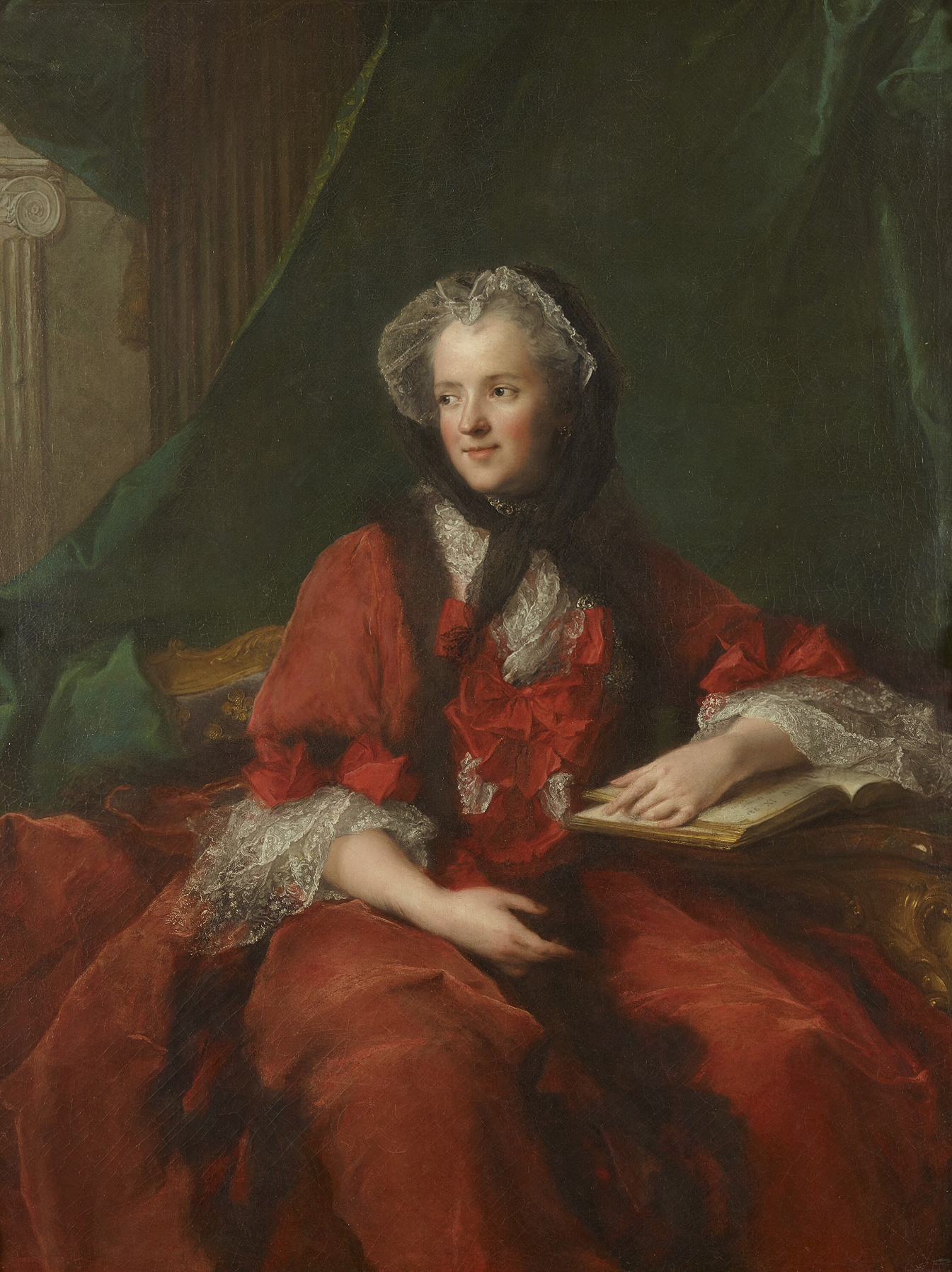
Marie Leszczyńska
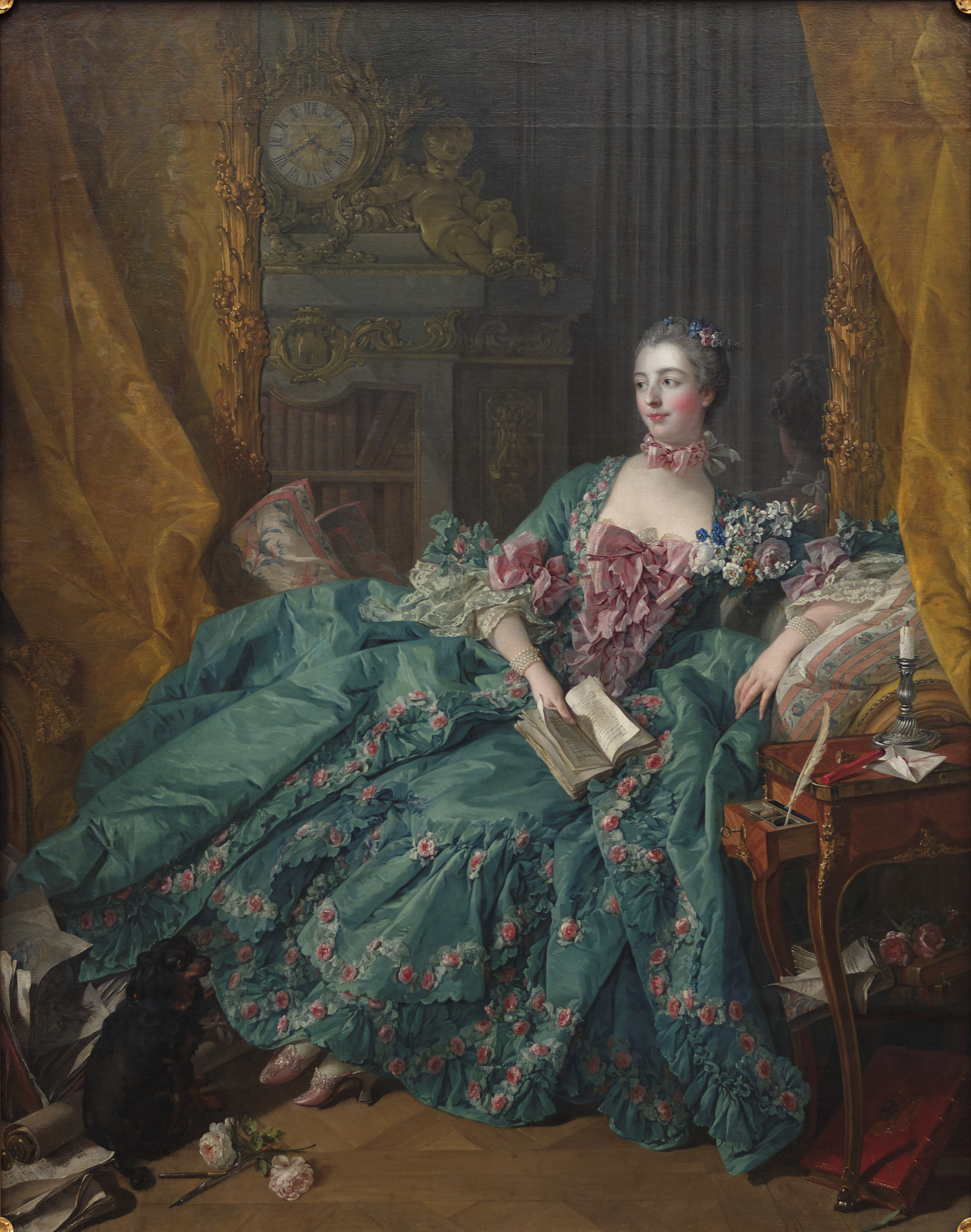
Madame de Pompadour
Madame du Barry
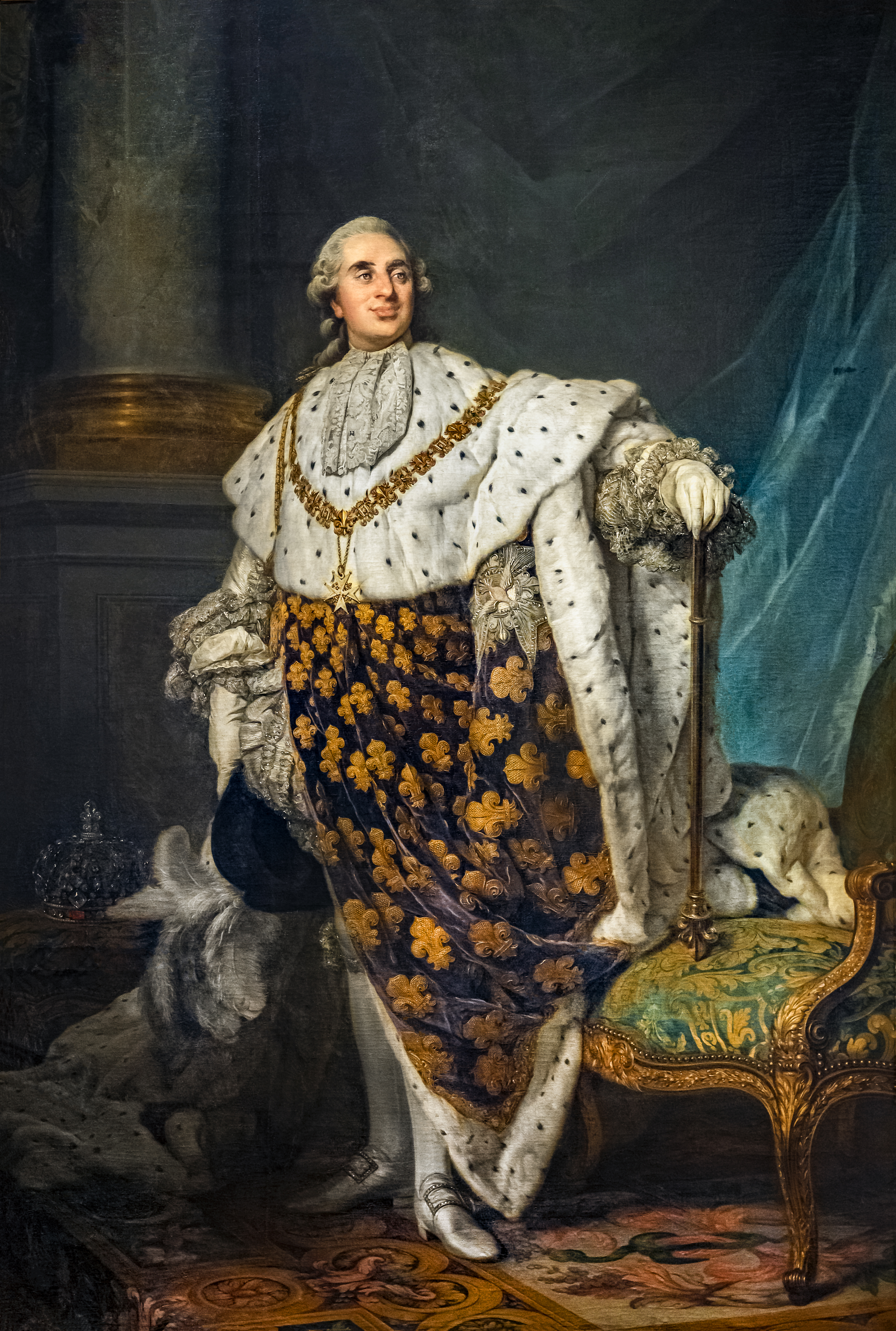
Louis XVI
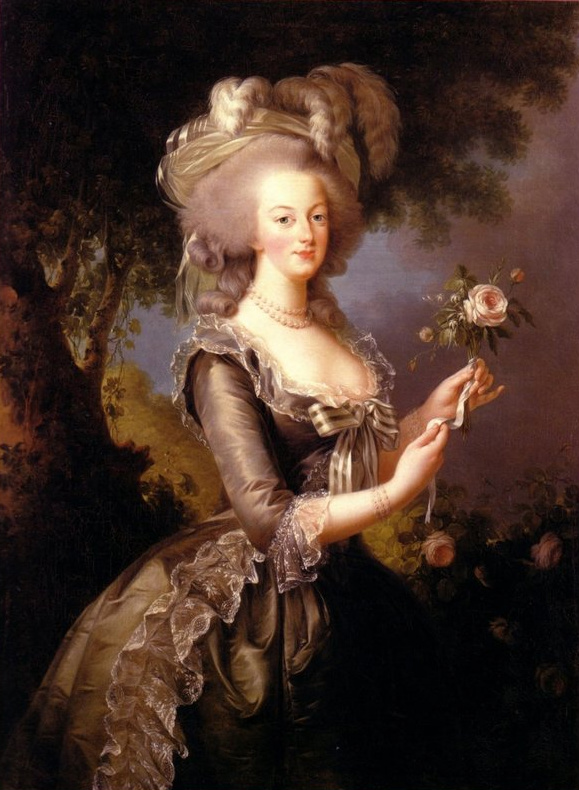
Marie-Antoinette d'Autriche